# Hugo Simm
Hugo Simm (20. února 1890 Desná – 17. listopadu 1966 Creußen) byl československý politik německé národnosti a meziválečný poslanec Národního shromáždění.

## Biografie
Za první světové války sloužil v letech 1914–1918 v armádě. Roku 1918 vstoupil do DNSAP a byl členem Říšského svazu německých učitelů. Roku 1919 se stal náměstkem starosty Vrkoslavic. Podle údajů k roku 1929 byl povoláním odborným učitelem ve Vrkoslavicích. V roce 1924 je zmiňován i jako člen župního vedení strany v Liberci.
V parlamentních volbách v roce 1920 získal za Německou národně socialistickou stranu dělnickou (DNSAP) poslanecké křeslo v Národním shromáždění. Mandát obhájil v parlamentních volbách v roce 1925 i parlamentních volbách v roce 1929. V říjnu 1933 v souvislosti se zrušením strany německých národních socialistů se stal poslancem nově ustaveného poslaneckého klubu Sudeten-deutsche parlamentarische Vereinigung. Již v listopadu 1933 byl ale, stejně jako všichni další bývalí poslanci DNSAP, zbaven mandátu.
Koncem 20. let 20. století se stal předsedou organizace Volkssport, která kombinovala tělovýchovnou, paramilitární a politickou činnost napojenou na DNSAP. V procesu, který od roku 1932 probíhal u československých soudů, patřil mezi několik poslanců DNSAP obviněných z protistátní činnosti. V polovině 30. let 20. století byl aktivní v Sudetoněmecké straně, kde se po jednom z frakčních sporů pokusil (roku 1935) založit novou politickou formaci Sudetoněmecká dělnická strana.
V roce 1939 požadoval přijetí za člena NSDAP, ale členství bylo zamítnuto. Po druhé světové válce byl od roku 1945 aktivní v Sudetoněmeckém landsmanšaftu.